# 内蒙古自治区人民委员会
内蒙古自治区人民委员会是1955年4月至1967年11月间中华人民共和国内蒙古自治区的省级国家行政机关。

## 历任领导

### 内蒙古自治区一届人大期间
- 任期：1955年4月－1958年6月
- 主席：乌兰夫
- 副主席：苏谦益、杨植霖、奎璧、哈丰阿、王再天、孙兰峰、王逸伦、达理扎雅（1956年2月－）

### 内蒙古自治区二届人大期间
- 任期：1958年6月－1964年9月
- 主席：乌兰夫
- 副主席：苏谦益、杨植霖、奎璧、哈丰阿、王再天、孙兰峰、王逸伦、达理扎雅、吉雅泰、高增培、刘景平、朋斯克、李质

### 内蒙古自治区三届人大期间
- 任期：1964年9月－1967年11月
- 主席：乌兰夫
- 副主席：奎璧、王再天、孙兰峰、王逸伦、达理扎雅、吉雅泰、刘景平、朋斯克、李质、沈新发、张鹏图